# Ferrovia Gioia Tauro-Cinquefrondi
La ferrovia Gioia Tauro-Cinquefrondi è una linea ferroviaria a scartamento ridotto (950 mm), gestita dalle Ferrovie della Calabria, che collega i centri abitati dell'entroterra taurense alla ferrovia Tirrenica Meridionale delle Ferrovie dello Stato presso la stazione di Gioia Tauro.
Dal 7 giugno 2011 l'esercizio ferroviario è stato sospeso per ragioni di sicurezza in attesa di manutenzione e sostituito da un autoservizio curato dalla stessa società calabrese.

## Storia
La costruzione di una ferrovia a scartamento ridotto da Gioia Tauro per i comuni dell'interno prese forma mentre ancora erano in corso i lavori sulla ferrovia tirrenica, con un progetto del gennaio 1883 che sfruttava le possibilità offerte dalla promulgazione della Legge Baccarini del 1879. Questo progetto, nonostante fosse stato approvato dal Consiglio Superiore dei Lavori Pubblici, era stato bloccato a causa delle richieste avanzate da numerosi comuni calabresi che ne chiedevano un prolungamento fino allo Jonio, a Gioiosa Jonica. Una nuova richiesta in tal senso era stata approvata nel 1886 dal ministro dei Lavori Pubblici Francesco Genala ma anch'essa era stata bloccata da nuove richieste per due diramazioni Polistena-Rosarno e Radicena-Oppido Mamertina-Palmi. Nel frattempo era stata completata, nel 1895, la Tirrenica e la stazione di Gioia Tauro aveva assunto una certa importanza commerciale data la produzione agricola della zona.

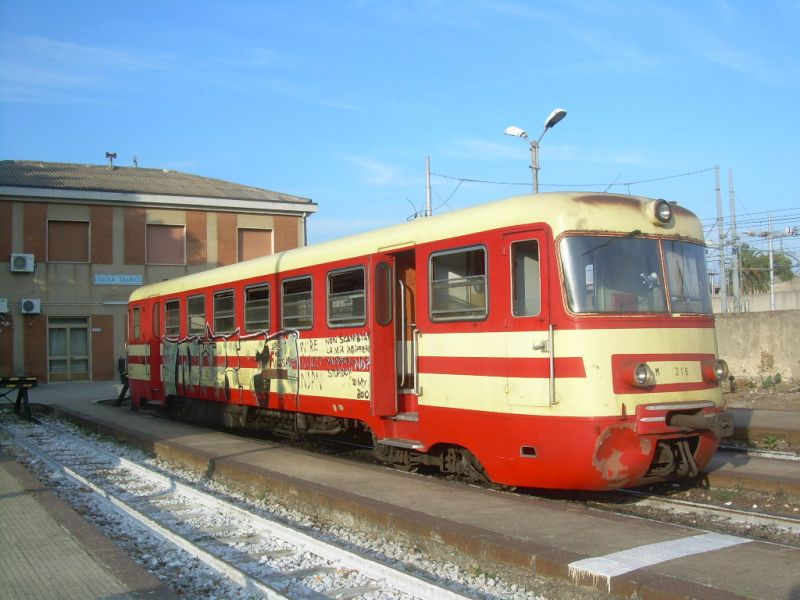
Automotrice M2 serie 200 in sosta nella stazione di Gioia Tauro

Successivamente alla statizzazione delle ferrovie, nel 1906, una commissione parlamentare approvò il progetto in forma definitiva. In seguito al riscatto della sua rete (Rete Mediterranea) la Società per le Strade Ferrate del Mediterraneo decise di investire i capitali ottenuti dallo Stato nel progetto di realizzazione di una vasta rete di ferrovie minori con lo scopo di collegare i centri dell'interno con le principali stazioni della rete statale costiera.
Nel 1913, durante il Governo Giolitti, fu promosso il progetto di una linea da Gioia Tauro a Marina di Gioiosa Jonica e con ulteriore diramazione per Sinopoli.
Il Regio Decreto n.2119 del 24 luglio 1919 ne stabilì la costruzione, a scartamento ridotto, seguendo il percorso Gioia Tauro-Rizziconi-Radicena e Cittanova.
L'apertura della prima tratta, da Gioia Tauro a Cittanova avvenne il 1º giugno 1924 con la rimessa dei rotabili provvisoriamente realizzata nella stazione di Radicena-Iatrinoli, in seguito denominata Taurianova. Successivamente tali impianti furono spostati e realizzati a Gioia Tauro.
Il progetto della cosiddetta trasversale reggina fu abbandonato definitivamente nel 1926, quando, con Regio Decreto n.1450, lo Stato rinunciava a costruire il tronco Cinquefrondi-Mammola nonché la tratta che avrebbe dovuto collegare il capolinea dell'altra linea, Sinopoli, con Taurianova.
I lavori sulla tratta proveniente da Gioia Tauro giunsero a conclusione il 28 marzo 1929, con l'inaugurazione dell'intera linea Gioia Tauro-Cinquefrondi.
Dopo ottant'anni dalla sua apertura, dal 7 giugno 2011 l'esercizio sulla linea fu sospeso a causa di carenze di sicurezza riscontrate dall'Ufficio speciale trasporti a impianti fissi.

## Caratteristiche
|  |  | Continuation backward |

|  | Unknown route-map component "exKBHFa" | Station on track |

|  | Unknown route-map component "exSHI2gl" | Unknown route-map component "eSHI2gr" |

|  | Unknown route-map component "exENDEe~L" + Unknown route-map component "exSTR" | Unknown route-map component "exENDEe~R" + Straight track |

| Unknown route-map component "CONTgq" | Unknown route-map component "xKRZu" | One way rightward |

| Unknown route-map component "exCONTgq" | Unknown route-map component "exABZgr" |  |

| Unknown route-map component "exHST" |

| Unknown route-map component "exSKRZ-Mu" |

| Unknown route-map component "exHST" |

| Unknown route-map component "exBHF" |

| Unknown route-map component "exHST" |

| Unknown route-map component "exBHF" |

| Unknown route-map component "exBHF" |

| Unknown route-map component "exBHF" |

| Unknown route-map component "exBHF" |

| Unknown route-map component "exHST" |

| Unknown route-map component "exBRK3" |

| Unknown route-map component "exHST" |

| Unknown route-map component "exBHF" |

| Unknown route-map component "exWBRÜCKE1" |

| Unknown route-map component "exBHF" |

| Unknown route-map component "exHST" |

| Unknown route-map component "exKBHFeLa" |

| Unknown route-map component "exLCONTf" |

### Percorso
In partenza da Gioia Tauro, la linea procede affiancata per poche centinaia di metri a quella per Sinopoli, dalla quale si separa per addentrarsi nella campagna verso Villa Cordopatri e Rizziconi e con un lungo rettilineo raggiunge Cannavà e Amato, abilitata agli incroci che però si svolgono nella successiva stazione di San Martino dopo un tratto in salita con pendenza del 28 per mille. Successivamente raggiunge Taurianova prima della rampa del 35 per mille che conduce a Cittanova, che con i suoi 383 metri sul livello del mare è il punto più alto della linea. Dopo aver superato il ponte ad archi di San Giorgio Morgeto, l'opera più importante della linea e la stazione di Polistena, le automotrici giungono al capolinea di Cinquefrondi, dotato di una rimessa per il ricovero dei rotabili.

## Materiale rotabile

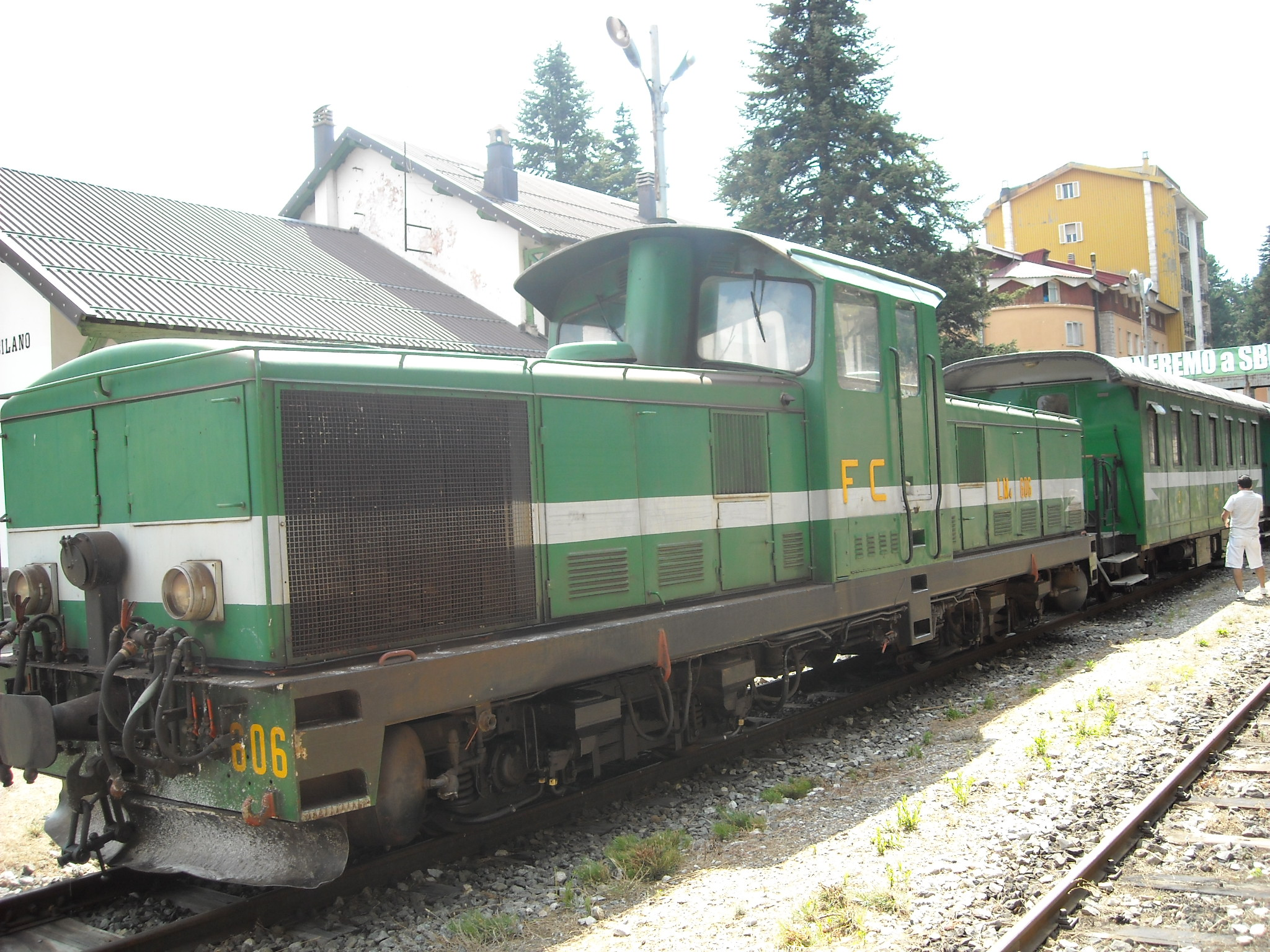
Locomotiva LM4-600 delle Ferrovie della Calabria

Il servizio attivato fu svolto inizialmente con trazione a vapore, con locomotive gruppo 170 e Gruppo 200 assegnate prima al deposito locomotive di Radicena e quindi a quello di Gioia Tauro. Successivamente arriveranno anche le più potenti locomotive Gr.400 e locomotive Gr.350. Le prime automotrici arrivano a metà degli anni trenta come primo tentativo di rendere più veloce ed economico l'esercizio viaggiatori. Si trattava di automotrici a 2 assi unidirezionali che resteranno in servizio fino agli anni settanta. Le prime automotrici a carrelli, del tipo M2.70, arrivano negli anni cinquanta e sono quattro unità ricavate dalla trasformazione di vecchie carrozze e che sul finire della carriera saranno private del motore e trasformate nuovamente, questa volta in rimorchiate serie RL 71-74.
Il vero ammodernamento arriva negli anni settanta, con le prime automotrici del gruppo M2.200, entrate in servizio a partire dal 1973. e che, con i rimorchi Ra 1000 migliorarono considerevolmente il servizio, mentre le nuove Locomotive diesel idrauliche LM4.600 furono incaricate dei servizi merci che sin dai tempi della trazione a vapore venivano effettuati anche grazie a speciali carrelli a scartamento ridotto sui quali erano caricati i carri a scartamento ordinario provenienti o diretti alla rete FS